# Ptiravi et ses évolutions
Leveinard est un Pokémon de type normal de première génération. Il occupe le rang numéro 113. Son nom vient du fait qu'il apporte chance et bonheur à son dresseur. Dans la deuxième génération de Pokémon, Leveinard peut évoluer en Leuphorie quand son dresseur s'occupe suffisamment bien de lui pour que son « bonheur » soit au maximum. Leveinard porte toujours sur lui un œuf, dans une poche ventrale, ayant des vertus médicinales. Leveinard est l'évolution de Ptiravi grâce à une pierre ovale.

## Création

### Étymologie
Ptiravi est composer de « Pti » = Petit et « Ravi » = Ravie.

## Description

### Ptiravi
Ptiravi est un Pokémon de type normal et est issu de la quatrième génération. Il occupe la quatre-cent-quarantième place du Pokédex. Il est de couleurs rose foncé et rose bonbon avec un peu de blanc. Ptiravi a une couette rose bonbon avec un élastique de couleur rose foncé. Sa tête est rose bonbon et il a les joues rose foncé. Son "bas" a une "ceinture" blanche et le reste est rose foncé. Il protège, au péril de sa vie, un caillou blanc.

### Leveinard
Leveinard est un Pokémon de type normal et est issu de la première génération. Il occupe la cent-treizième place du Pokédex. Il est de couleurs rose foncé et rose bonbon. Il a une queue rose bonbon et la majorité des parties de son corps est rose bonbon, sauf les extrémités de ses mèches et la poche de son œuf.

### Leuphorie
Leuphorie est un Pokémon de type normal et est issu de la deuxième génération. Il est de couleurs rose foncé et blanc. Sa coupe est rose foncé et ses bras aussi. La poche de son œuf est aussi rose foncé et ses bras sont de même couleur mais surmonté de petites ailes blanche. Son bas est blanc avec des petites pattes blanches.

## Apparitions

### Jeux vidéo
Ptiravi, Leveinard et Leuphorie apparaissent dans la série de jeux vidéo Pokémon. Leveinard apparaît pour la première fois dans Pokémon Rouge et Vert (Japon) et dans Pokémon Rouge et Bleu (Europe et aux États-Unis). Leuphorie apparaît pour la première fois dans Pokémon Or et Argent et Ptiravi dans Pokémon Diamant et Perle. D'abord en japonais, puis traduits en plusieurs autres langues, ces jeux ont été vendus à plus de 200 millions d'exemplaires à travers le monde.

### Série télévisée et films
La série télévisée Pokémon ainsi que les films sont des aventures séparées de la plupart des autres versions de Pokémon et mettent en scène Sacha en tant que personnage principal. Sacha et ses compagnons voyagent à travers le monde Pokémon en combattant d'autres dresseurs Pokémon. 